# Androsace mathildae
Androsace mathildae là một loài thực vật có hoa trong họ Anh thảo. Loài này được Levier mô tả khoa học đầu tiên năm 1877.